# 圣拉里
圣拉里（法語：Saint-Lary，法語發音：[sɛ̃ laʁi]）是法国热尔省的一个市镇，属于欧什区。

## 地理
圣拉里（43°43'24"N, 0°30'0"E）面积9.67 平方千米，位于法国奧克西塔尼大區热尔省，该省份为法国西南部内陆省份，北起顺时针与洛特-加龙省、塔恩-加龙省、上加龙省、上比利牛斯省、大西洋比利牛斯省和朗德省接壤。
与圣拉里接壤的市镇（或旧市镇、城区）包括：昂特拉、卡斯蒂永马萨斯、卡斯坦、热甘、拉瓦尔当斯、奥尔当-拉罗克。

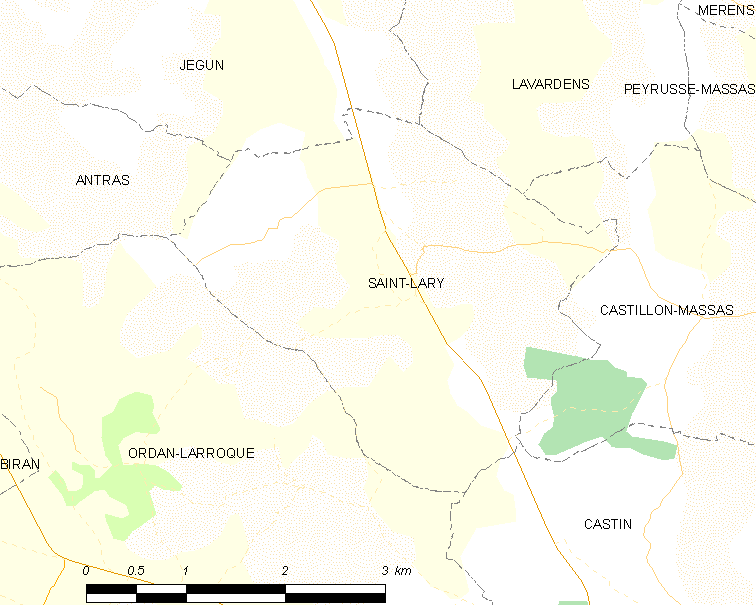
圣拉里的OSM定位图

圣拉里的时区为UTC+01:00、UTC+02:00（夏令时）。

## 行政
圣拉里的邮政编码为32360，INSEE市镇编码为32384。

## 政治
圣拉里所属的省级选区为欧什加斯科涅县。

## 人口

1962-2008年间圣拉里人口变化图示

圣拉里于2022年1月1日时的人口数量为274人。